# Машкара Олена Іванівна
Машкара Олена Іванівна (нар. 28 січня 1928, Ленінград — пом. 5 травня 2018) — радянська українська актриса і режисер-документаліст. Член Національної спілки кінематографістів України.

## Життєпис
Народилася 28 січня 1928 р. в Ленінграді в родині службовця. Закінчила драматичну студію в Алма-Аті (1945), відділення удосконалення знань творчих і керівних кадрів Всесоюзного державного інституту кінематографії (1963).
Була театральною актрисою й актрисою Київської кіностудії ім. О. П. Довженка.
Грала у фільмах: «Літа молодії» (1958, мати Наталки), «Прапори на баштах» (1958), «Хлопчики» (1959, Антоніна), «Коли починається юність» (1959, епізод), «Легкі кроки» (1989).
Потім працювала асистентом режисера студії «Київнаукфільм», а з 1979 р. — режисером студії «Укртелефільм».
Створила стрічки: «Радгосп „Київський“» (1968), «Чернігівчанка» (1969), «Григорій Якович» (1970), «Син землі» (1970) і «Обличчям до сонця» (1972), «Студенти» (1972), «Спогади і роздуми» (1973), «Імені Менделєєва» (1974), «Бережіть землю» (1975, Бронзова медаль ВДНГ СРСР, 1979), «Свята і будні Віктора Артеменка» (1976), «Вугілля і троянди Володимира Піхтерьова» (1976), «Збережи квітку» (1976, Бронзова медаль ВДНГ СРСР, 1979), «Люди і долі» (1977), «Особисто відповідальний» (1978), «Оповідання із заповідного лісу» (1978), «…І так все життя» (1979), «Грані пошуку» (1980), «Академік Богомолець» (1980), «Чесно, по-усурійські» (1980), «Кам'янка», «Теплохід „Влас Чубар“» (1981), «Ліворно — Київ» (1981), «Сьогодні і щодня» (1982), «Я, Довженко» (1983), «Легкі кроки» (1989, співавт. сценарію з В. Єрофєєвим; за мотивами казок Веніаміна Каверіна) та ін.
Померла 5 травня 2018 року.